# Swobodny (Adygeja)
Swobodny (russisch Свободный) ist ein Dorf (posjolok) in Südrussland. Es gehört zur Republik Adygeja und hat 9 Einwohner (Stand 2019). Im Ort gibt es 5 Straßen. Das Dorf wurde 1902 gegründet.

## Geographie
Das Dorf liegt 6 km nordöstlich des Dorfes Krasnogwardeiskoje an der Küste des Krasnodar-Stausees des Flusses Kuban. Wodny ist der nächstgelegene ländliche Ort.